# Averys (Vermont)
Averys es un gore ubicado en el condado de Essex en el estado estadounidense de Vermont. En el año 2010 tenía una población de 0 habitantes y una densidad poblacional de 0 personas por km².

## Geografía
Averys se encuentra ubicado en las coordenadas 44°55′59″N 71°48′28″O / 44.93306, -71.80778.